# Condado de Martin (Kentucky)
O Condado de Martin é um dos 120 condados do estado americano de Kentucky. A sede do condado é Inez, e sua maior cidade é Inez. O condado possui uma área de 598 km² (dos quais 0 km² estão cobertos por água), uma população de 12 578 habitantes, e uma densidade populacional de 21 hab/km² (segundo o censo nacional de 2000). O condado foi fundado em 1870. O condado proíbe a venda de bebidas alcoólicas.